# 紫秆凤丫蕨
紫秆凤丫蕨（学名：Coniogramme rubicaulis），为裸子蕨科凤丫蕨属下的一个植物种。